# Sheer Point
Der Sheer Point (englisch für Schiere Landspitze) ist eine Landspitze an der Nordküste Südgeorgiens. Sie liegt östlich des Fine Point am Nordufer des Prince Olav Harbour. 
Wissenschaftler der britischen Discovery Investigations kartierten sie zwischen 1929 und 1930 und gaben ihr den Namen Steep Point. Das UK Antarctic Place-Names Committee änderte diese Benennung 1991, da es mit dem Steep Point am Ostufer der Possession Bay bereits eine Landspitze dieses Namens auf Südgeorgien gibt.